# Taphroscelidia linearis
Taphroscelidia linearis là một loài bọ cánh cứng trong họ Passandridae. Loài này được Leconte miêu tả khoa học năm 1863.